# Нікола Коппола
Нікола Коппола (італ. Nicola Coppola, нар. 1 жовтня 1962, Мондрагоне) — італійський футболіст, що грав на позиції нападника за низку італійських клубних команд і юнацьку збірну Італії.

## Клубна кар'єра
Народився 1 жовтня 1962 року в місті Мондрагоне.
У дорослому футболі вихованець футбольної школи «Мілана» дебютував 1980 року у команді Серії C1 «Форлі». Наступного року перейшов до «Реджини», за яку провів два сезони також у третьому італійському дивізіоні.
Згодом до середини 1990-х змінив ще понад десяток команд, що представляли третій та четвертий дивізіони італійської футбольної першості.

## Виступи за збірну
У складі юнацької збірної Італії (U-20) був учасником молодіжної першості світу 1981, на якій взяв участь в одній грі.

## Кар'єра тренера
У 2000-х тренував декілька нижчолігових італійських команд.